# توکانمای بال‌حنایی
توکانمای بال‌حنایی (نام علمی: Illadopsis rufescens) نام یک گونه از سرده توکانماها است.